# Smużki
Smużki (kaszb. Smùżczi lub Henrychów Pòle, niem. Heinrichsfelde) – część wsi Wytowno w Polsce, położona w województwie pomorskim, w powiecie słupskim, w gminie Ustka. Wchodzą w skład sołectwa Wytowno.
W latach 1975–1998 Smużki administracyjnie należały do województwa słupskiego.

## Nazwa
Nazwa jest tzw. chrztem nazewniczym i ma charakter pseudotopograficzny. Powstała od nazwy pospolitej smug „wąski pasek łąki” z formantem zmiękczającym -k. Niemiecka nazwa Heinrichsfelde, wzmiankowana po raz pierwszy w 1780, ma charakter pamiątkowy i jest złożeniem dwóch członów: nazwy własnej Heinrich „Henryk” i nazwy pospolitej Feld „pole”.
Rada Języka Kaszubskiego proponuje kaszubską formę nazwy Smùżczi.